# Eleccions generals de Bòsnia i Hercegovina de 2000
Les eleccions generals de Bòsnia i Hercegovina de 2000 es va dur a terme el 8 d'abril de 2000 per a elegir la Presidència de Bòsnia i Hercegovina, així com el govern federal i els governs cantonals.

## Presidència de Bòsnia i Hercegovina
És escollit un president de cadascun dels tres pobles constitucionals del país: els bosnians, croats i serbis. En aquestes eleccions no es van escollir candidats presidencials, sinó que es van mantenir els de 1998.

## Parlament estatal
A nivell estatal, s'escull una Assemblea Parlamentària de Bòsnia i Hercegovina, formada per:

### Cambra de Representants
Segons la Constitució de Bòsnia i Hercegovina, els representants de la Federació de Bòsnia i Hercegovina s'assignen 28 escons, mentre que els representants de la República Sèrbia tenen 14 escons. Hi ha 42 escons en total.
Resultat de les eleccions a la Cambra de Representants de Bòsnia i Hercegovina de 8 d'abril de 2000 
| Partits | Vots    | %  | Esconss |
| --- | ------- | -- | ------- |
| Partit Socialdemòcrata de Bòsnia i Hercegovina (Socijaldemokratska partija Bosne i Hercegovine)             | 268.270 | 22 | 9       |
| Partit d'Acció Democràtica (Stranka Demokratske Akcije)                                                     | 279.548 | 20 | 8       |
| Partit Democràtic Serbi (Srpska demokratska stranka)                                                        | 248.579 | 15 | 6       |
| Unió Democràtica Croata de Bòsnia i Hercegovina (Hrvatska demokratska zajednica)                            | 169.821 | 12 | 5       |
| Partit per Bòsnia i Hercegovina (Stranka za Bosnu i Hercegovinu)                                            | 134.917 | 12 | 5       |
| Partit del Progrés Democràtic (Partija demokratskog progresa RS )                                           | 95.245  | 5  | 2       |
| Partit Socialista de la República Sèrbia (Socijalistička partija Republike Srpske )                         | 35.780  | 3  | 1       |
| Partit Popular Serbi (República Sèrbia) (Srpski Narodni Savez RS)                                           | 28.125  | 2  | 1       |
| Nova Iniciativa Croata (Nova hrvatska inicijativa)                                                          | 23.604  | 2  | 1       |
| Aliança dels Socialdemòcrates Independents (Stranka nezavisnih socijaldemokrata)                            | 20.427  | 2  | 1       |
| Comunitat Democràtica Popular (Demokratska Narodna Zajednica)                                               | 19.527  | 2  | 1       |
| Partit Patriòtic Bosnià-Hercegoví-Sefer Halilović (Bosanskohercegovačka Patriotska Stranka-Sefer Halilović) | 17.288  | 2  | 1       |
| Partit dels Pensionistes de Bòsnia i Hercegovina (Stranka penzionera/umirovljenika BiH)                     | 15.962  | 2  | 1       |
| Total |         |    | 42      |
| Font: Izbori.ba Arxivat 2012-03-18 a Wayback Machine.                                                       |         |    |         |

### Cambra dels Pobles
Els 15 membres de la Cambra dels Pobles seran elegits als parlaments de les entitats - 10 membres de la Cambra de Representants del Parlament de la Federació de Bòsnia i Hercegovina (5 bosnians i 5 croats), i 5 membres de l'Assemblea Nacional de la República Sèrbia.

## Parlaments de les entitats
A nivell d'entitat, la Federació de Bòsnia i Hercegovina i la República Sèrbia escolliran nous governs.

### Federació de Bòsnia i Hercegovina
A la Federació això inclou:

#### Cambra de Representants de la Federació de Bòsnia i Hercegovina
Resultats finals de les eleccions de 8 d'abril de 2000, només s'enumeren els partits que han obtingut representació
|  | Partit                                                        | Vots    | Reg. | Com. | Total |
|  | ------------------------------------------------------------- | ------- | ---- | ---- | ----- |
|  | Partit d'Acció Democràtica (SDA)                              | 232.674 |      |      | 38    |
|  | Partit Socialdemòcrata (SDP)                                  | 226.440 |      |      | 37    |
|  | Unió Democràtica Croata de Bòsnia i Hercegovina (HDZ/HNZ/HSP) | 151.812 |      |      | 25    |
|  | Partit per Bòsnia i Hercegovina (Za BiH)                      | 128.833 |      |      | 21    |
|  | Comunitat Democràtica Popular (DNZ)                           | 17.999  |      |      | 3     |
|  | Partit Patriòtic Bosnià-Hercegoví-Sefer Halilović (BPS)       | 14.671  |      |      | 2     |
|  | Partit Bosnià (BOSS/SDU)                                      | 9.439   |      |      | 2     |
|  | Nova Iniciativa Croata (NHI)                                  | 14.040  |      |      | 2     |
|  | Partit dels Pensionistes de Bòsnia i Hercegovina (SPUBiH)     | 11.213  |      |      | 2     |
|  | Partit Croat dels Drets (HSP-BiH)                             | 9.026   |      |      | 1     |
|  | Partit Democràtic dels Pensionistes (DSP BiH)                 | 7.774   |      |      | 1     |
|  | Aliança dels Socialdemòcrates Independents (SNSD)             | 7.451   |      |      | 1     |
|  | Partit Liberal Democràtic (LDS)                               | 7.441   |      |      | 1     |
|  | Partit Republicà (RSBiH)                                      | 5.301   |      |      | 1     |
|  | Partit Camperol Croat (Bòsnia i Hercegovina) (HSS-BiH)        | 3.948   |      |      | 1     |
|  | Partit Democràtic Cívic (GDS)                                 | 3.684   |      |      | 1     |
|  | Unió Democristiana Croata (HKDU BiH)                          | 3.559   |      |      | 1     |
|  | Total                                                         | 867.812 |      |      | 89    |

Reg. - Mandats des d'unitats electorals regionals; Com. - Mandats per llistes compensatòries

Font - Comissió Electoral Central de Bòsnia i Hercegovina

### Repúblika Srpska
A la República sèrbia, el govern està format per 
- Primer Ministre de la República Sèrbia
- President (serbi) i vice-presidents (croat i bosnià) de la República Sèrbia
- Assemblea Nacional de la República Sèrbia

#### Assemblea Nacional de la República Sèrbia
Resultat de les eleccions a l'Assemblea Nacional de la República Sèrbia de 8 d'abril de 2000 
| Partits                                                                                         | Vots    | %    | Escons |
| ----------------------------------------------------------------------------------------------- | ------- | ---- | ------ |
| Partit Democràtic Serbi (Srpska demokratska stranka)                                            | 226.226 | 36,1 | 31     |
| Aliança dels Socialdemòcrates Independents (Stranka nezavisnih socijaldemokrata)                | 81.467  | 13,0 | 11     |
| Partit del Progrés Democràtic (Partija demokratskog progresa RS )                               | 76.810  | 12,3 | 11     |
| Partit d'Acció Democràtica (Stranka Demokratske Akcije)                                         | 47.379  | 7,6  | 6      |
| Partit per Bòsnia i Hercegovina (Stranka za Bosnu i Hercegovinu)                                | 32.450  | 5,2  | 4      |
| Partit Socialdemòcrata de Bòsnia i Hercegovina (Socijaldemokratska Partija Bosne i Hercegovine) | 31.176  | 5,0  | 4      |
| Partit Socialista Democràtic (Demokratska Socijalisticka Partija)                               | 25.763  | 5,4  | 4      |
| Partit Socialista de la República Sèrbia (Socijalistička partija Republike Srpske )             | 30.636  | 4,9  | 4      |
| Aliança Democràtica Popular (Demokratska Narodna Savez)                                         | 22.083  | 4,5  | 3      |
| Partit Popular Serbi (República Sèrbia) (Srpski Narodni Savez RS)                               | 14.239  | 2,3  | 2      |
| Partit dels Pensionistes de la República Sèrbia (Penzionerska Stranka Republike Srpske)         | 8.363   | 1,3  | 1      |
| Nova Iniciativa Croata (Nova hrvatska inicijativa)                                              | 4.590   | 0,7  | 1      |
| Partit Democràtic (Demokratska Stranka)                                                         | 3.876   | 0,6  | 1      |
| Total                                                                                           | 626.841 |      | 89     |
| Font: Izbori.ba Arxivat 2012-03-18 a Wayback Machine.                                           |         |      |        |

## Parlaments cantonals
|  | Partit                                                       | USK | ŽP | TK | ZDK | BPK | SBK ŽSB | HNK ŽHN | ZHŽ | KS | K10 | Total |
|  | ------------------------------------------------------------ | --- | -- | -- | --- | --- | ------- | ------- | --- | -- | --- | ----- |
|  | Partit d'Acció Democràtica (SDA)                             | 13  | 2  | 12 | 13  | 8   | 8       | 5       | -   | 8  | 2   | 71    |
|  | Partit per Bòsnia i Hercegovina (Za BiH)                     | 5   | 1  | 4  | 6   | 8   | 4       | 4       | -   | 10 | 1   | 43    |
|  | Partit Socialdemòcrata (SDP)                                 | 6   | 4  | 16 | 11  | 8   | 6       | 4       | -   | 14 | 1   | 52    |
|  | Unió Democràtica Croata de Bòsnia i Hercegovina (HDZ)        | -   | 7  | 1  | 2   | -   | 8       | 13      | 15  | 1  | 12  | 59    |
|  | Partit Croat dels Drets                                      | -   | 1  | -  | -   | -   | -       | 1       | 1   | -  | 1   | 4     |
|  | Nova Iniciativa Croata                                       | -   | 4  | -  | 1   | -   | 1       | -       | -   | -  |     | 6     |
|  | Partit Camperol Croat                                        | -   | -  | -  | -   | -   | -       | -       | -   | -  | 1   | 1     |
|  | Partit Republicà                                             | -   | -  | -  | -   | 1   |         |         |     | -  |     | 1     |
|  | Partit del Poble Treballador per al Millorament (Za Boljtak) | -   | -  | -  | -   | -   | -       | -       | 2   | -  | -   | 2     |
|  | Partit Patriòtic Bosnià-Hercegoví-Sefer Halilović (BPS)      | -   | -  | -  | 1   | -   | 1       | 1       | -   | -  | -   | 3     |
|  | Renaixement Patriòtic Cristià Croat (HKDP)                   | -   | -  | -  | -   | -   | -       | -       | 1   | -  | -   | 1     |
|  | Unió Democristiana Croata (HKDU)                             | -   | -  | -  | -   | -   | -       | -       | 1   | -  | 1   | 2     |
|  | Nezavisni Pravaši                                            | -   | -  | -  | -   | -   | -       | -       | 1   |    | -   | 1     |
|  | Zavicajni Socijaldemokrati (ZSD)                             | -   | -  | -  | -   | -   | -       | -       | 1   |    | -   | 1     |
|  | Comunitat Democràtica Popular (DNZ)                          | 5   | -  | -  | -   | -   | -       | -       | -   | -  | -   | 5     |
|  | Partit Bosnià (BOSS)                                         | 1   | -  | 1  | -   | -   | -       | -       | -   |    | -   | 2     |
|  | Partit dels Pensionistes de Bòsnia i Hercegovina             | -   | -  | 1  | 1   |     |         | -       |     | -  |     | 2     |
|  | Aliança dels Socialdemòcrates Independents (SNSD)            | -   | -  | -  | -   | -   | -       | -       | -   | -  | 2   | 2     |
|  | Partit Socialista de la República Sèrbia (SPRS)              | -   | -  | -  | -   | -   | -       | -       | -   | -  | 1   | 1     |

Font - Comissió Electoral Central de Bòsnia i Hercegovina